# Tallaght Stadium
Das Tallaght Stadium (irisch Staid Thamhlachta) ist ein Fußballstadion im Vorort Tallaght der irischen Hauptstadt Dublin. Der Fußballclub Shamrock Rovers trägt hier seine Heimspiele aus. Es bietet 10.500 Zuschauern Platz.

## Geschichte
Das Tallaght Stadium wurde 2009 nach einer Bauzeit von neun Jahren eröffnet. Die erste Partie bestritten am 13. März des Jahres die Shamrock Rovers gegen die Sligo Rovers (2:1). Die Anlage hat eine Haupt- und eine Gegentribüne sowie eine Hintertortribüne im Süden. Sie wurde von April bis Oktober 2018 erbaut. Im Stadion fand 2009 das Endspiel des FAI Cup statt. 2010, 2011 und 2013 war es Schauplatz der Endspiele um den Setanta Sports Cup. Auf der Anlage befindet sich auch der Megastore des Klubs sowie das Rovers Café. Das Stadion ist in der UEFA-Kategorie 4 eingestuft. Es ist auch Austragungsort von Partien der irischen Fußballnationalmannschaft der Frauen. Darüber hinaus ist es Veranstaltungsort für Rugby, American Football, Hurling und Gaelic Football.
Am 8. Juni 2020 gab das South Dublin County Council die Erweiterung des Stadions, mit einer Tribüne im Norden mit 2500 Plätzen, bekannt. Ende des Monats sollte die Planung beginnen. Zum Fußball sollen sich 10.500 Plätze bieten. Konzerte sollen vor 20.000 Besuchern stattfinden können. Die Kosten sind auf 7,7 Mio. Euro angesetzt. Sechs Mio. sind für den neuen Rang und der Rest geht in den Umbau der Flächen in der Haupttribüne.

## Tribünen
Insgesamt verfügt das Tallaght Stadium über 10500 Zuschauerplätze.
- Main Stand: 3048 Plätze (West)
- East Stand: 2899 Plätze (Ost)
- South Stand: 2195 Plätze (Süd)
- North Stand: 2500 Plätze (Nord)

## Galerie

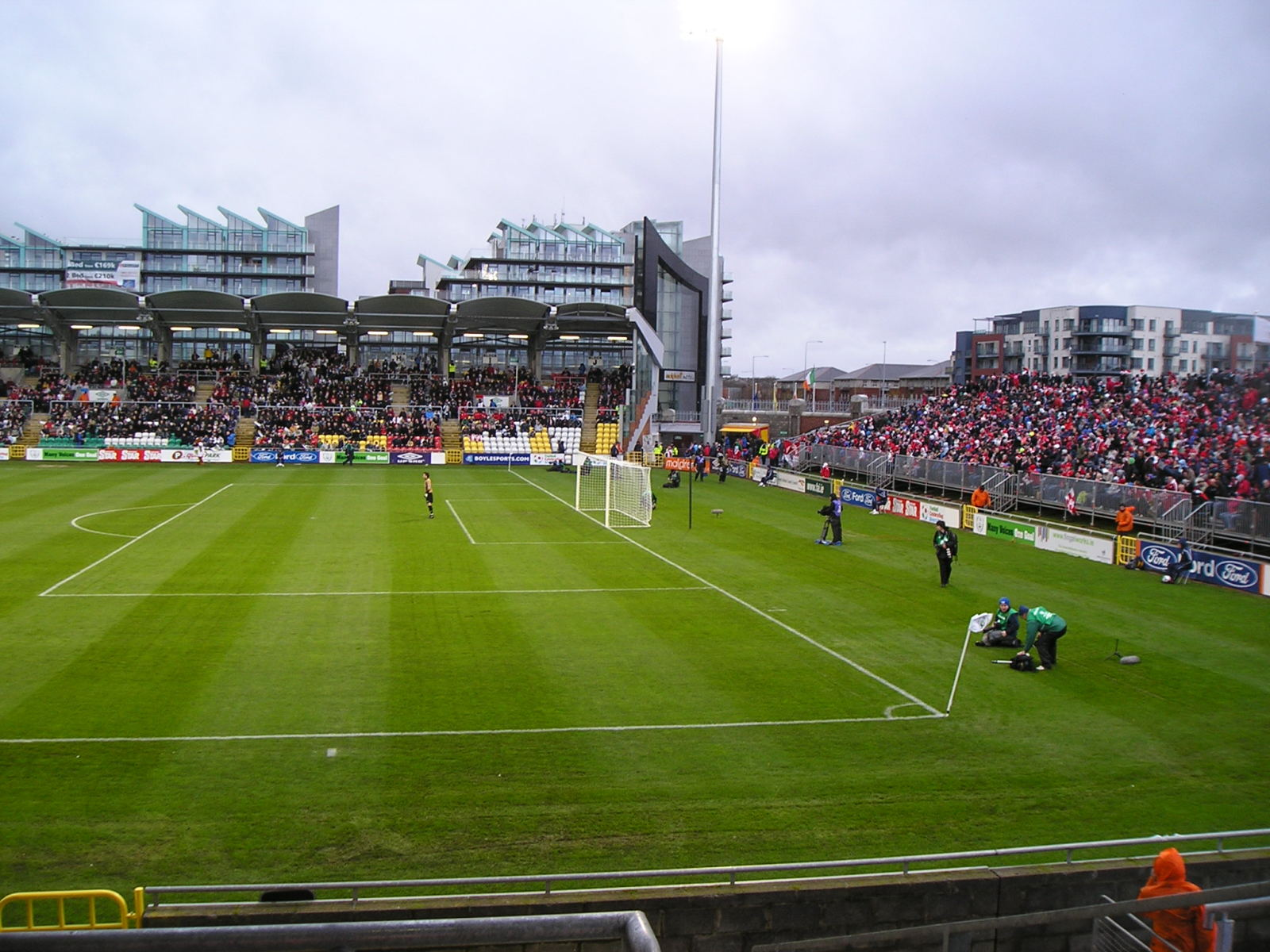
Endspiel im FAI Cup 2009
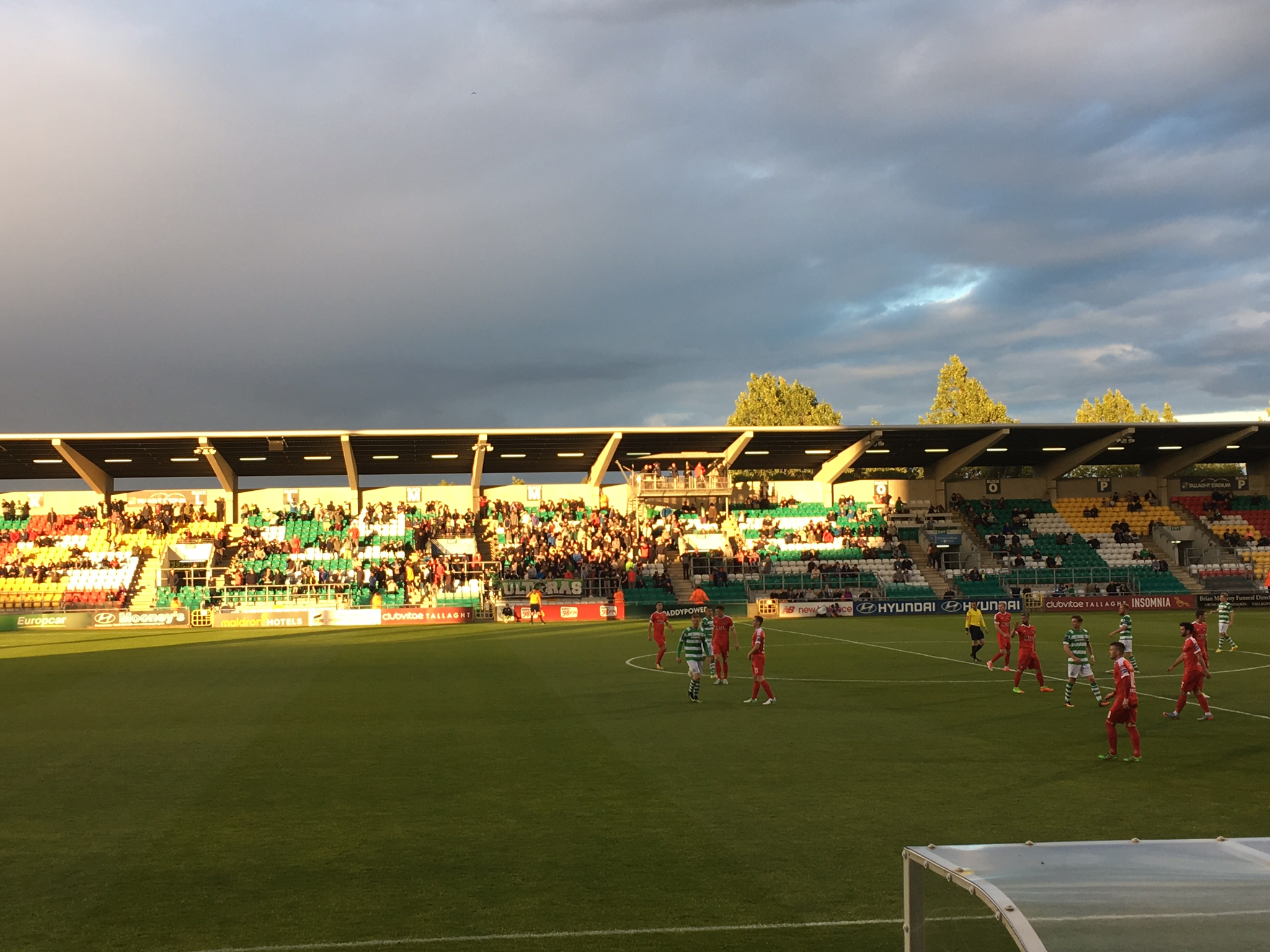
Die Gegentribüne mit den Heimfans (2017)
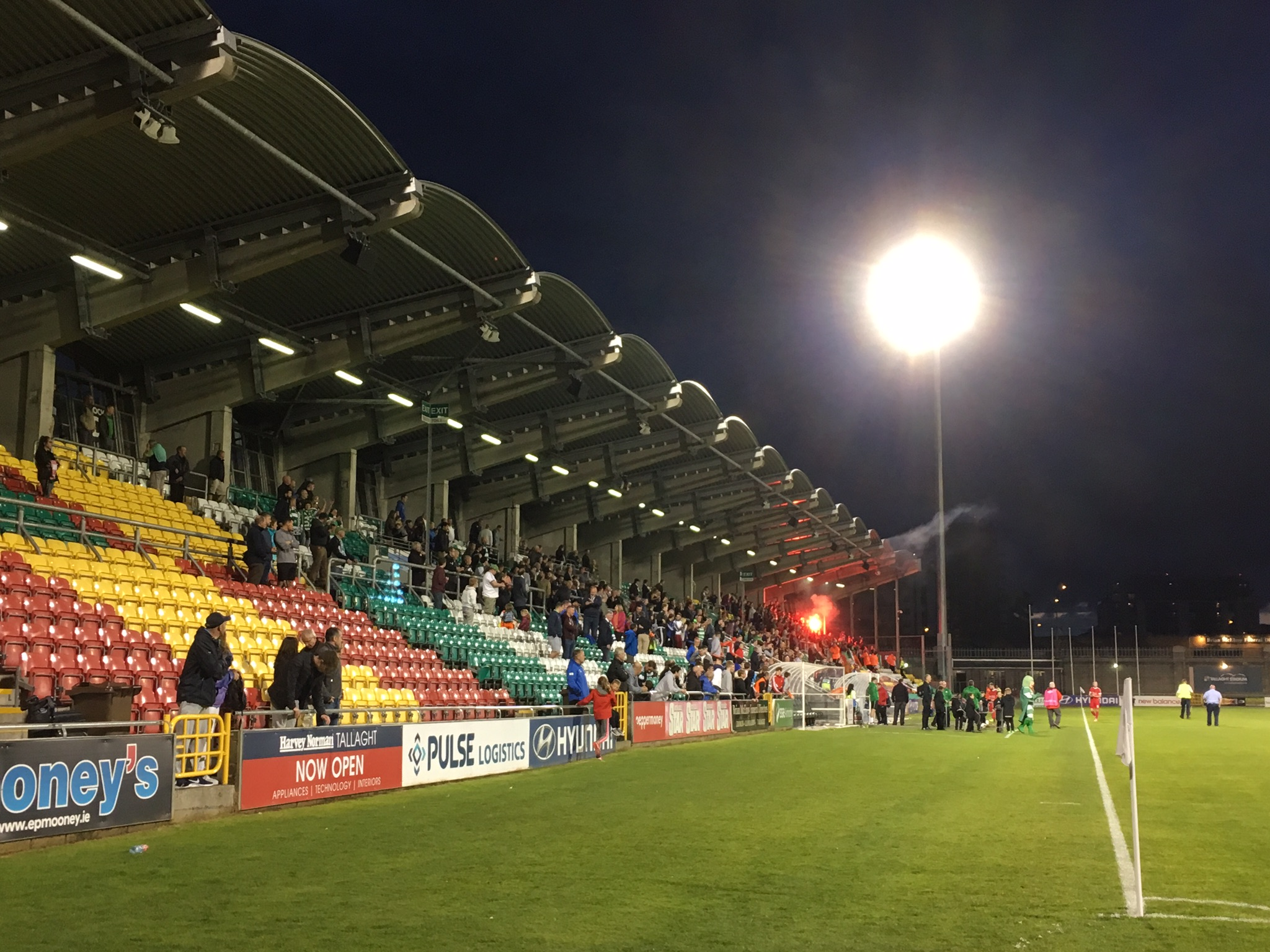
Die Haupttribüne während eines Halbfinales im Ligapokal  (2017)